# Hélder Câmara
Dom Hélder Pessoa Câmara OFS (Fortaleza, 7 de fevereiro de 1909 – Recife, 27 de agosto de 1999) foi um bispo católico, arcebispo emérito de Olinda e Recife. Foi um dos fundadores da Conferência Nacional dos Bispos do Brasil e grande defensor dos direitos humanos durante a ditadura militar no Brasil. Pregava uma Igreja voltada para os pobres e a não violência ativa. Por sua atuação, recebeu diversos prêmios nacionais e internacionais. Foi o brasileiro por mais vezes indicado ao Prêmio Nobel da Paz, com quatro indicações.
A Lei nº 13 581, de 26 de dezembro de 2017, declarou Dom Helder Câmara como Patrono Brasileiro dos Direitos Humanos.

## Biografia
Décimo primeiro filho de João Eduardo Torres Câmara Filho, jornalista, crítico teatral e funcionário de uma firma comercial, e da professora primária Adelaide Pessoa Câmara, desde cedo manifestou sua vocação para o sacerdócio. O casal teve treze filhos, no entanto, desta prole sobreviveram oito crianças, pois o restante sucumbiu a uma epidemia de gripe então vigente na região. Seu nome foi escolhido pelo pai, em homenagem a um porto holandês. Sua irmã Zuleika é mãe do pesquisador e memorialista brasileiro Christiano Câmara (1935 - 2016), importante figura na preservação do patrimônio histórico e cultural do Ceará.

## Formação e presbiterado
Ingressou no Seminário Diocesano de Fortaleza em 1923, o Seminário da Prainha, então sob direção dos padres lazaristas. Nesta instituição, cursou o ginásio e concluiu os estudos de filosofia e teologia. No seminário, Hélder e seus colegas receberam uma formação pela qual eram abominados o iluminismo, a Revolução Francesa, o tenentismo e o Partido Comunista Brasileiro. O comunismo era abominado como o "mal dos males" e a defesa do capitalismo era vista como meta, juntamente da defesa da Pátria contra o "perigo vermelho". Chegando ao final do curso de Teologia, Hélder passou por uma forte crise vocacional. Acreditava que podia contribuir mais com a Igreja sendo um leigo à altura de Jackson de Figueiredo e Alceu Amoroso Lima. Depois de meses de oração, de conselhos da mãe e de conversas com o reitor Padre Tobias, convenceu-se de que não deveria frustrar seu sonho de juventude. Foi ordenado padre no dia 15 de agosto de 1931, pelas mãos de Dom Manuel da Silva Gomes, arcebispo de Fortaleza, aos 22 anos de idade, com autorização especial da Santa Sé, por não possuir a idade mínima exigida. Logo depois de rezar sua Primeira Missa, Hélder recebeu a missão de coordenar os Círculos Operários Cristãos e iniciar a Juventude Operária Católica.
Em outubro do mesmo ano, foi fundada por Severino Sombra a Legião Cearense do Trabalho, que arregimentou parte notável da elite cearense e contou com 15 mil inscritos. A Legião acreditava que era preciso combater o individualismo e recuperar o corporativismo medieval. A Legião se declarava anticapitalista, antiburguesa e anticomunista. No mesmo período, Hélder organizou a JOC segundo a orientação ideológica da Legião, reunindo, em poucos meses, dois mil rapazes pobres, oferecendo atividades de alfabetização e recreação. Em 1933, fundou a Sindicalização Operária Feminina Católica, que congregava as lavadeiras, passadeiras e empregadas domésticas, realizando, além da sindicalização de mulheres, aulas de escrita, leitura e cálculo, bem como de educação artística, religiosa e de nacionalismo.
Em 1932, foi fundada a Ação Integralista Brasileira, em São Paulo, logo após o lançamento do Manifesto de Outubro pela Sociedade de Estudos Políticos. A AIB era liderada por Plínio Salgado e tinha como divisa o lema "Deus, Pátria e Família". Para organizar nacionalmente o movimento, Plínio entrou em contato com dirigentes estudantis ligados à Igreja Católica. No Ceará, o escolhido foi Severino Sombra, que não pôde assumir por estar exilado em Portugal. O convite, então, foi feito a Padre Hélder, Jeová Mota e Ubirajara Índio do Ceará. Severino escreveu uma carta aos amigos para que não aceitassem o convite, pois não concordava com o comando único de Plínio Salgado. Hélder consultou o seu Bispo, Dom Manuel, e este, após entrar em contato com Dom Leme, autorizou-o a aceitar o convite. A partir de então, Hélder tornou-se o Secretário do Setor Estudantes da AIB no Ceará.

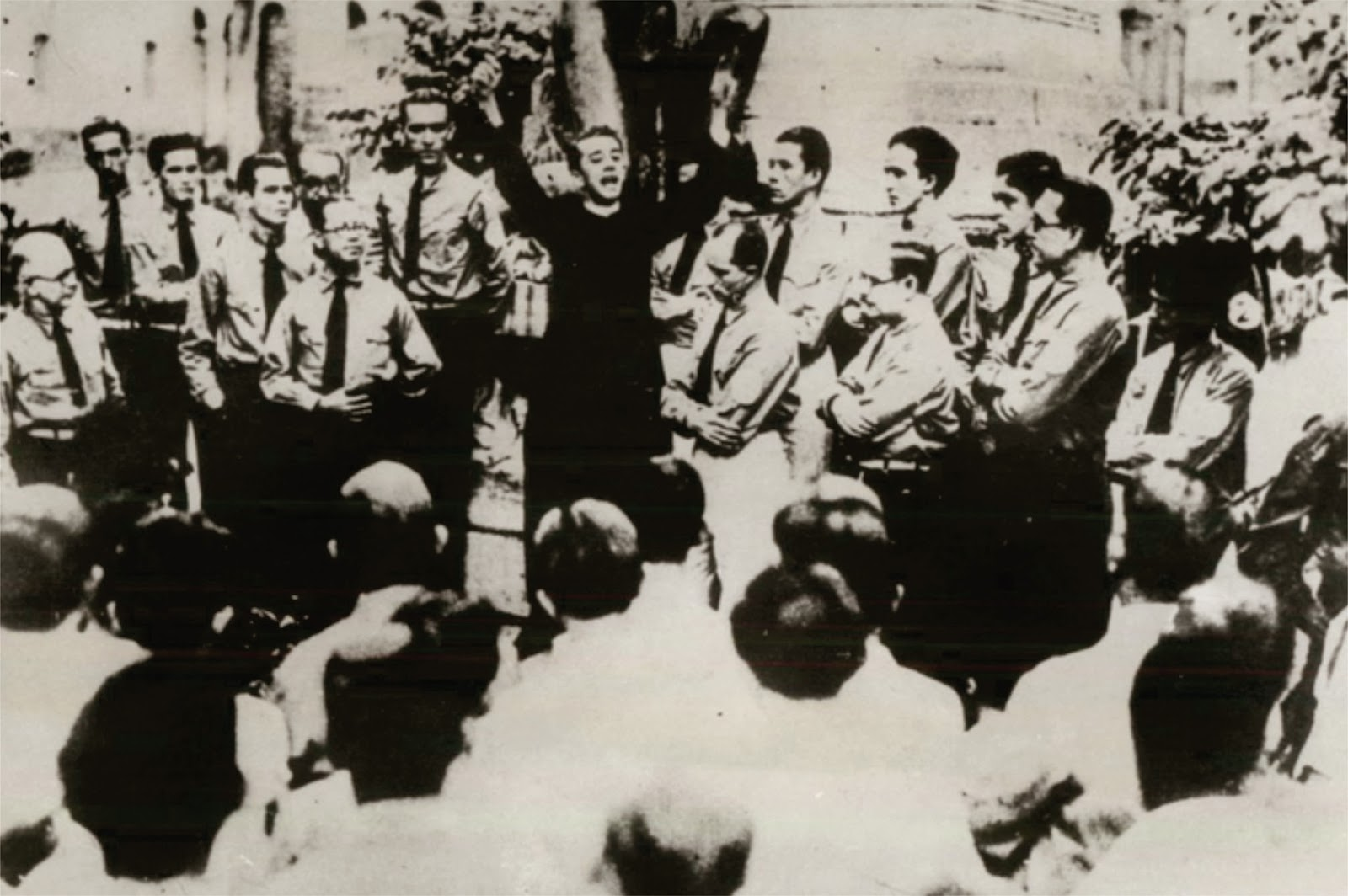
Hélder Câmara falando ao agrupamento integralista de Belém, em março de 1934.

Dentro do Movimento Integralista, Hélder fundou grupos integralistas e organizou manifestações, comícios e conferências, além de escrever artigos sobre a doutrina integralista, tornando-se o introdutor e maior propagandista do Integralismo no estado. Declarou em discurso: "Esse programa social da Ação Integralista Brasileira é o maior programa cristão de assistencialismo da história do Brasil". Um dos textos de Plínio Salgado mais citados por Hélder Câmara era "Cristo e o Estado Integral", de onde extraía frequentemente a frase: "O Estado Integral vem de Cristo, age por Cristo e segue na direção de Cristo". Levou consigo a Legião, que incorporou-se à AIB. Apesar disso, nunca vestiu o uniforme característico dos integralistas, a "camisa-verde", usando apenas uma faixa de mescla no braço.
| “ | O prelado de agora é o mesmo padre de ontem, em companhia do qual andei pelos areais da orla marítima de Fortaleza, numa noite escura do ano de 1933. Ele me ia mostrar os necessitados, as famílias sem recursos, aquela gente que estava a precisar de nós para a sua redenção social. Nossos pés se enterravam na areia. Sobre nossas cabeças, num céu sem luar, cintilavam as estrelas. De vez em quando, parávamos e eu contemplava o perfil do jovem sacerdote, com a batina negrejando e agitada pelo vento; dava-me a impressão de que recuáramos aos meados do século XVI e que meu companheiro na aventura noturna era Anchieta. | ” |
|   | — Plínio Salgado, Chefe Nacional da AIB, em 1966. |   |

Hélder buscava ainda se empenhar cada vez mais em favor de reformas que interessavam a Igreja e contra seus adversários. Ajudou a organizar congressos estaduais de educação, manifestações populares em outros estados, cursos de pedagogia em prol da educação das elites, tendo em vista que a instituição eclesial estava espalhando escolas confessionais católicas em todo o país. Em 7 de fevereiro de 1934, realizou-se a Conferência Nacional pela Educação, em Fortaleza. Hélder foi o terceiro conferencista, defendendo o ensino religioso nas escolas e se opondo duramente às ideias de Edgar Sussekind de Mendonça, a quem chamou de "representante do bolchevismo". No dia seguinte, Sussekind se dispôs ao conflito contra o grupo do Padre Hélder, partidário do ensino religioso, provocando atrito com a Igreja Católica e a militância integralista. No dia 12, o Padre Hélder usou a camisa-verde integralista debaixo da batina preta aberta no peito durante uma manifestação integralista. Ao pôr do sol, o grupo se encontrou com Sussekind na praça e este foi agredido.

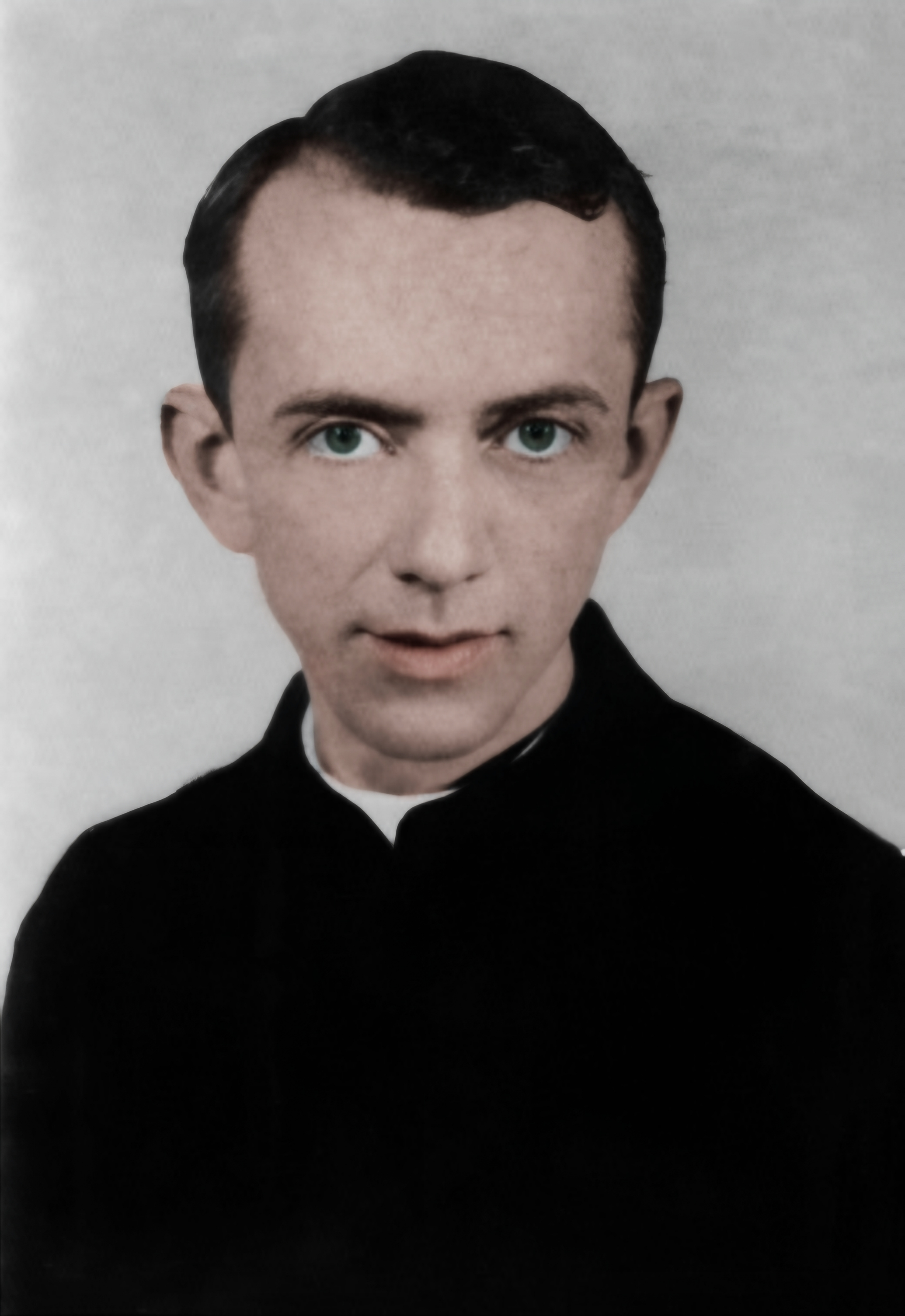
Padre Hélder Câmara em 1936, quando fazia parte da Ação Integralista Brasileira.

A notoriedade do Padre Hélder cresceu e a CCE organizou para ele uma viagem com o objetivo de defender os interesses da entidade no Maranhão e no Pará. Em Belém do Pará, Padre Hélder foi convencido a ir a uma conferência de operários, onde ouviu duras críticas contra o integralismo e o Chefe Integralista. Houve repúdio à sua presença na cidade, e alguns manifestantes organizaram o seu enterro simbólico, exibindo um caixão em praça pública, aos gritos: "Fora, galinha-verde!", como eram chamados os integralistas, em decorrência da Batalha da Praça da Sé.
No mesmo ano de 1934, Padre Hélder fez uma viagem por todas as cidades do Ceará, divulgando a lista de candidatos aprovados pela Igreja Católica e sustentando que a eles se devia o voto dos católicos. Dos onze deputados federais eleitos, sete eram da Liga Eleitoral Católica e dos trinta estaduais, dezessete. Os socialistas não elegeram nenhum representante naquele estado.
Foi nomeado diretor do Departamento de Educação do Ceará (atual Secretaria de Educação). Pediu demissão logo após uma violenta repressão do governo a uma manifestação integralista em apoio ao bispo de Sobral, cinco meses após assumir o cargo. Logo depois, escreveu duas vezes ao pedagogo Manuel Lourenço Filho, solicitando um trabalho no Ministério da Educação: "A meu ver, servirei ao sigma, trabalhando, honestamente, pela criação do sistema educacional de que precisa nosso país". Alguns dias depois, Lourenço o conseguiu o cargo de Assistente Técnico para a Educação. Foi transferido em 1936 para a cidade do Rio de Janeiro, então capital da república, onde, ao lado do cargo de Assistente Técnico, se dedicou às atividades apostólicas. Ali, o Cardeal Sebastião Leme da Silveira Cintra determinou que não queria padres na política partidária, e, assim, Pe. Hélder deveria encerrar suas atividades na AIB. Já estando desiludido com o movimento, após perceber as implicações ideológicas desta opção, acatou a ordem. Mesmo assim, foi nomeado em 1937 por Plínio Salgado para o Grupo dos Doze, o que não recebeu oposição do Cardeal Leme, que comentou estar surpreso com o crescimento da AIB e que deveriam manter boas relações com os integralistas, permitindo-o aceitar o cargo. Depois do golpe que instalou o Estado Novo, o Cardeal impôs-lhe que deveria abandonar o Integralismo.
Afastado do Integralismo, Hélder Câmara teria se voltado ao humanismo integral de Jacques Maritain. Em depoimento de dezembro de 1983, porém, já ao final de sua vida, ele defendeu os valores integralistas, de cuja pregação afirmou nunca ter se arrependido. Disse ainda: "Eu nunca rompi com o integralismo". Assinalou que não duvidava também da sinceridade dos integralistas, mas apenas se preocupava com o encaminhamento de seus membros a um totalitarismo. Plínio Salgado responderia em 1966 a uma afirmação de D. Hélder sobre o integralismo, defendendo seu movimento. Na carta, ele louvou os "nobres idealismos" do prelado para com os pobres e afirmou que a doutrina integralista não é fascista, mas "espiritualista, cristã, nacionalista sem jacobinismos, preocupada com a justiça social e reformas indispensáveis para atingi-la". Sobre o capitalismo, ele defendeu também que "foi o integralismo que levantou, pela primeira vez, a bandeira contra o capitalismo de Wall Street" no Brasil. Por isso, disse Plínio que "o prelado de agora é o mesmo padre de ontem". Sobre os integralistas encaminhando-se ao totalitarismo, ele os atribuiu a uma corrente direitista divergente, que se aproximava dos partidos totalitários europeus.
No Rio de Janeiro, Hélder teve como diretor espiritual o Padre Leonel Franca, criador da primeira universidade católica do Brasil - a Pontifícia Universidade Católica do Rio de Janeiro. Em 1939, por autorização de Getúlio Vargas, Hélder assumiu o cargo de chefe da Seção do instituto de Pesquisas Educacionais, da Secretaria Geral de Educação e Cultura. No período pós-guerra, fundou a Comissão Católica Nacional de Imigração, para apoio à imigração de refugiados.

## Episcopado
Foi nomeado bispo auxiliar do Rio de Janeiro no dia 3 de março de 1952. Foi ordenado bispo, aos 43 anos de idade, no dia 20 de abril de 1952, pelas mãos de dom Jaime de Barros Câmara, dom Rosalvo Costa Rego e dom Jorge Marcos de Oliveira.

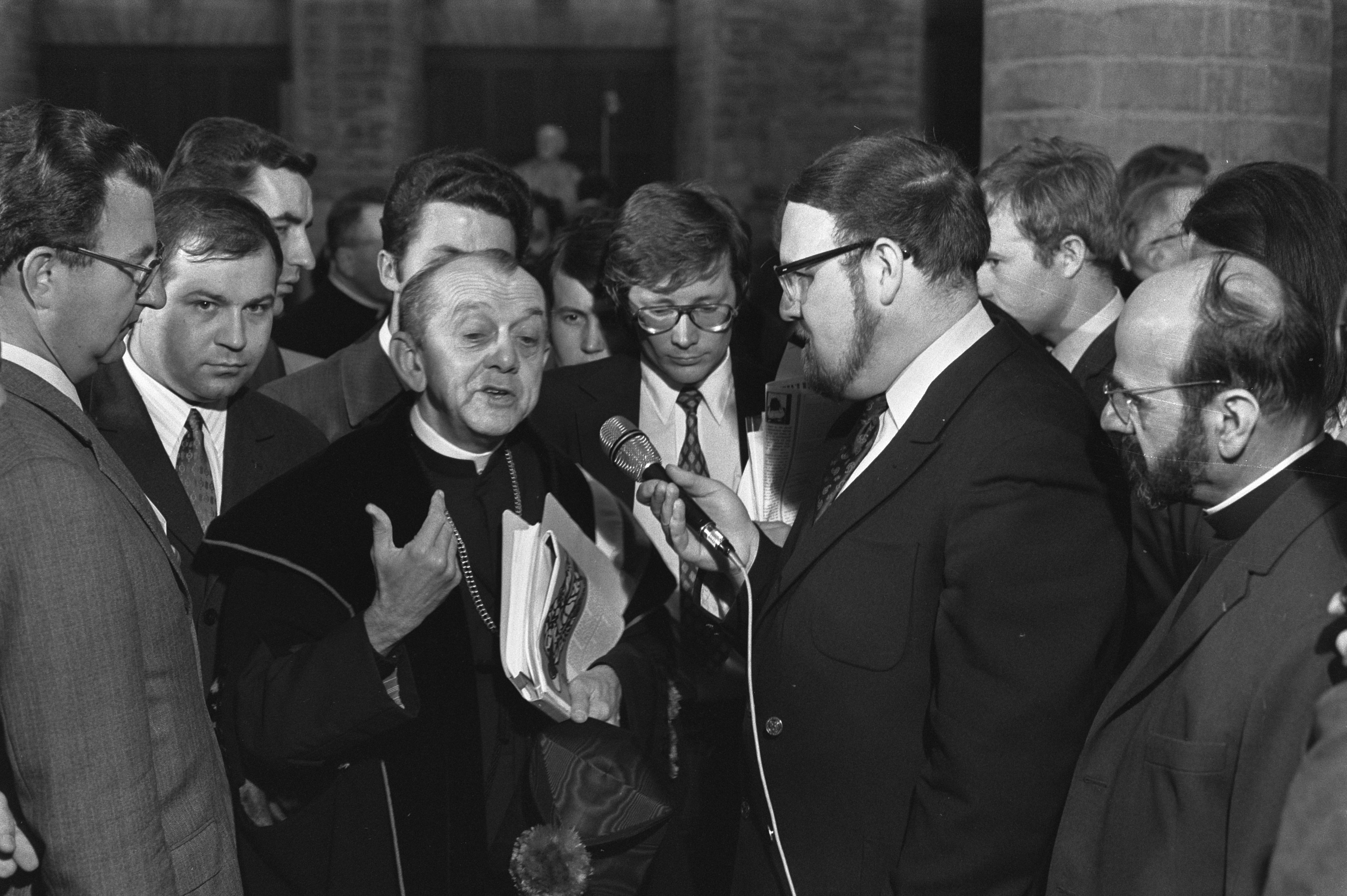
Dom Hélder Câmara, Arcebispo de Olinda e Recife, recebe doutorado honorário em teologia em Leuven, Bélgica.

Foi um grande promotor do colegiado dos bispos e da renovação da Igreja Católica, fortalecendo a dimensão do compromisso social. Em 1950, D. Hélder entrou em contato com o Monsenhor Giovanni Batista Montini, então subsecretário de estado do Vaticano e futuro papa Paulo VI, que o apoiou e conseguiu a aprovação, em 1952, para a criação da Conferência Nacional dos Bispos do Brasil, com sede no palácio arquiepiscopal do Rio de Janeiro. Nesta instituição, exerceu a função de secretário geral até 1964. O mesmo monsenhor Montini apoiou a criação do Conselho Episcopal Latino-Americano (CELAM), fundado em 1955, com sede em Bogotá. A fundação ocorreu na Primeira Conferência Geral do Episcopado Latino-Americano realizada no Rio de Janeiro, tendo D. Hélder como articulador. Ele viria a participar das conferências gerais do CELAM como delegado do episcopado brasileiro até 1992. Além da conferência do Rio de Janeiro, esteve presente na Segunda Conferência Geral do Episcopado Latino-Americano (Medellín, 1968), na Terceira Conferência Geral do Episcopado Latino-Americano (Puebla, 1979) e na Quarta Conferência Geral do Episcopado Latino-Americano (Santo Domingo, 1992). No CELAM, exerceu os cargos de presidente e vice-presidente.
Sua capacidade de articulação torna realidade o XXXVI Congresso Eucarístico Internacional, em 1955, no Rio de Janeiro, que contou com a presença de cardeais e bispos do mundo inteiro.
Em 1956, fundou a Cruzada São Sebastião, com a finalidade de dar moradia decente aos favelados. Desta primeira iniciativa, outros conjuntos habitacionais surgiram.  Em 1959, fundou o Banco da Providência, cuja atuação se desenvolve no atendimento a pessoas que vivem em condições miseráveis.

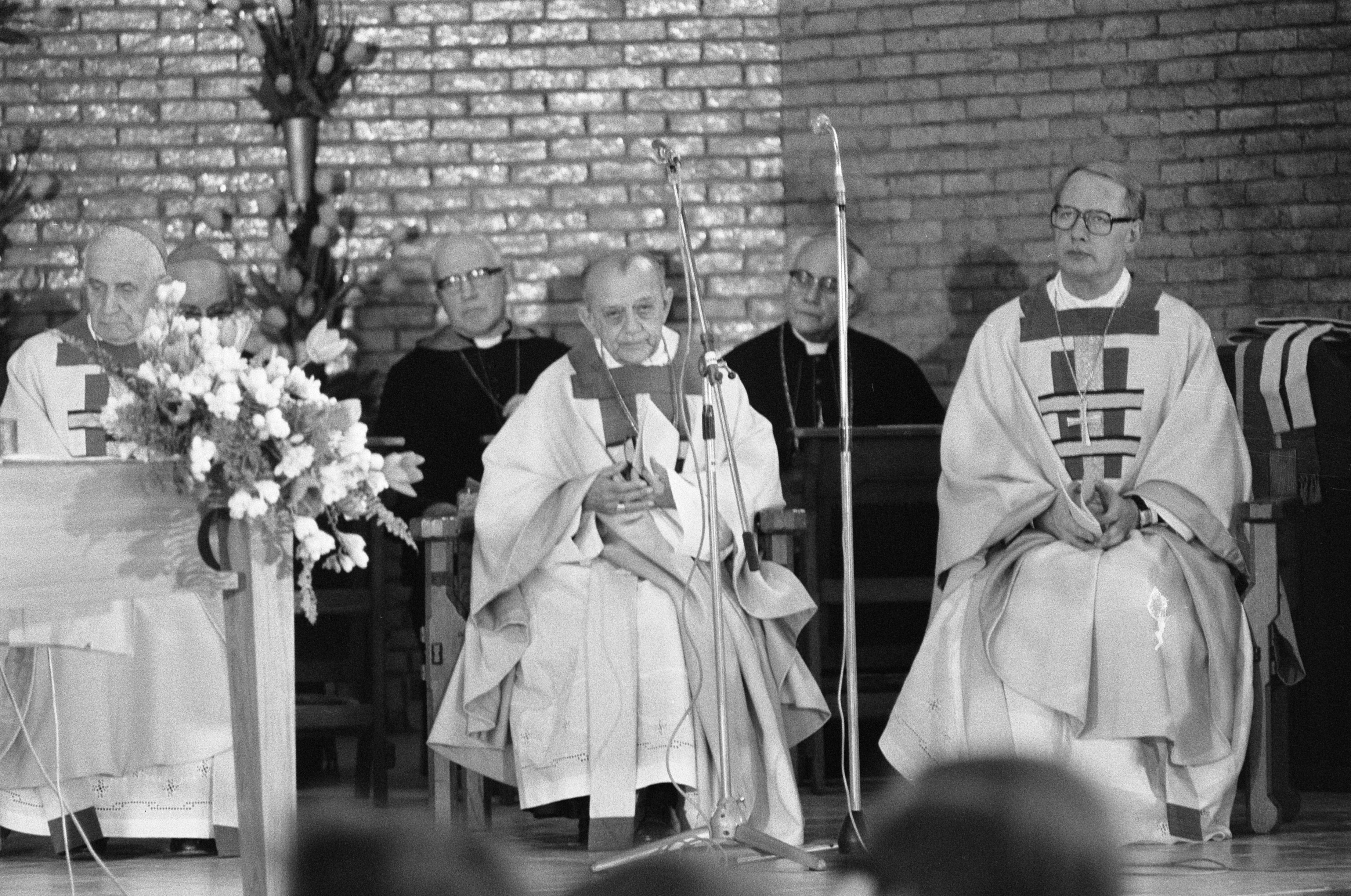
Dom Hélder durante celebração eucarística no exterior.

Teve participação ativa no Concílio Ecumênico Vaticano II, sendo eleito padre conciliar nas quatro sessões do concílio. Foi um dos propositores e signatários do Pacto das Catacumbas, um documento assinado por cerca de 40 padres conciliares no dia 16 de novembro de 1965, nas catacumbas de Domitila, em Roma, durante o Concílio Vaticano II, depois de celebrarem juntos a Eucaristia. Este pacto teve forte influência na Teologia da Libertação.

Embora D. Helder, segundo ele mesmo, nunca tenha sido um teólogo, sua práxis levou Leonardo Boff a considerá-lo o pai fundador da Teologia da Libertação.
"(...) mais do que Gustavo Gutiérrez e Juan Luis Segundo, o verdadeiro pai da Teologia da Libertação foi Helder Câmara. Ele inaugurou a prática libertadora de trabalhar com os pobres (…) Foi ele que criou a expressão "Libertação integral", em 1967, na reunião do Celam, em Montevidéu. (...) Ele é o verdadeiro pai, no sentido de que foi o primeiro a inaugurar uma prática da libertação e o primeiro a fazer reflexões profético-pastorais sobre a libertação. Nós teólogos viemos depois (...) Mas o verdadeiro pai, a fonte inspiradora, de prática e de vida, foi Helder Câmara. 
Diante da conturbada situação sociopolítica nacional, a divergência de posições com Cardeal Dom Jaime Câmara torna difícil sua permanência no Rio de Janeiro.

## Arcebispo de Olinda e Recife

Em 1963, na Feira da Providência.

No dia 12 de março de 1964 foi designado para ser arcebispo de Olinda e Recife, Pernambuco, múnus que exerceu até 2 de abril de 1985. Instituiu um governo colegiado nesta diocese, organizada em setores pastorais. Criou o Movimento Encontro de Irmãos, o Banco da Providência e a Comissão de Justiça e Paz daquela diocese. Fortaleceu as comunidades eclesiais de base.
Estabeleceu uma clara resistência ao regime militar. Tornou-se líder contra o autoritarismo e pelos direitos humanos. Não hesitou em utilizar todos os meios de comunicação para denunciar a injustiça. Pregava no Brasil e no exterior uma fé cristã comprometida com os anseios dos empobrecidos. Foi perseguido pelos militares por sua atuação social e política, sendo acusado de comunismo. Foi chamado de "Arcebispo Vermelho". Foi-lhe negado o acesso aos meios de comunicação social após a decretação do AI-5, sendo proibida inclusive qualquer referência a ele. Desconhecido da opinião pública nacional, fez frequentes viagens ao exterior, onde divulgou amplamente suas ideias e denúncias de violações de direitos humanos no Brasil. Foi adepto e promotor do movimento de não violência ativa.
Suas posições políticas lhe renderam pesadas críticas, sendo seu algoz nos meios de comunicação o jornalista e teatrólogo Nélson Rodrigues, que afirmava que "D. Helder só olha o céu para saber se leva ou não o guarda-chuva".
Em 1984, ao completar 75 anos, apresentou sua renúncia. Em 15 de julho de 1985, passou o comando da Arquidiocese a Dom José Cardoso Sobrinho. Continuou a viver no Recife, nos fundos da Igreja das Fronteiras, onde vivia desde 1968. Morreu aos 90 anos no Recife no dia 27 de agosto de 1999.
O Regional Nordeste 2 da CNBB, a arquidiocese de Olinda e Recife, o Instituto Dom Hélder Câmara (IDHeC), a Universidade Católica de Pernambuco e diversas outras entidades promoveram homenagens na comemoração do centenário de Dom Hélder, que foi celebrado em 7 de fevereiro de 2009. O objetivo é manter viva a sua memória e a sua luta pela solidariedade e justiça social.

## Títulos
Seu primeiro título veio em 1969, de doutor honoris causa pela Universidade de Saint Louis, Estados Unidos. Este mesmo título foi-lhe conferido por diversas universidades brasileiras e estrangeiras: Bélgica, Suíça, Alemanha, Países Baixos, Itália, Canadá e Estados Unidos, alcançando um total de 32 títulos.
Foi intitulado Cidadão Honorário de 28 cidades brasileiras e da cidade de São Nicolau na Suíça e Rocamadour, na França. Recebeu o Prêmio Martin Luther King, nos Estados Unidos e o Prêmio Popular da Paz, na Noruega e diversos outros prêmios internacionais.
Foi o segundo mais votado como Brasileiro do Século na categoria Religião pela revista IstoÉ.

### Disputa do prêmio Nobel
Foi indicado quatro vezes para o Prêmio Nobel da Paz pelo seu combate à ditadura e às torturas no Brasil. Em 1970, o então presidente da República Emílio Garrastazu Médici instruiu pessoalmente o embaixador brasileiro na Noruega para tentar impedir que este prêmio lhe fosse concedido.  Sofreu uma intensa campanha por parte do regime militar. O Serviço Nacional de Informações se encarregou de divulgar, por meio das embaixadas do Brasil em Oslo e em Paris, uma foto de quando D. Hélder era integralista na década de 1930 e esta foto foi difundida na Europa. Colaborando com o esforço da ditadura na Noruega, o milionário Tore Munch escreveu um artigo propondo a desclassificação de D. Hélder, acusando-o de oportunista. Estas manobras fizeram com que o ganhador fosse Norman Borlaug, criador do milho híbrido.
Em 1971, 1972 e 1973, dom Helder voltou a ser candidato ao mais prestigiado dos prêmios do planeta. Em todos esses anos, sempre esteve entre os mais prováveis ganhadores - ou o favorito. Em 1972, segundo o consulado brasileiro em Oslo, a Comissão Nobel tinha dois favoritos: Dom Helder Câmara e o economista francês Jean Monnet, mas "o primeiro parece merecer a preferência da Comissão". Afinal, possivelmente pressionada de todos os lados, a Comissão declarou não haver vencedor do Prêmio Nobel da Paz em 1972.  A ditadura brasileira vencera novamente - desta vez, de forma surpreendente - a disputa contra o arcebispo de Olinda e Recife.
Em 10 de fevereiro de 1974, Dom Helder Câmara recebeu, em Oslo, o Prêmio Popular da Paz, criado pela Liga Norueguesa da Juventude, com apoio do Movimento Trabalhista, sindicatos e partidos, indignados com a não concessão do Nobel da Paz ao brasileiro. 
Por outro lado, a campanha contra d. Hélder fez com que a igreja brasileira se unisse em sua defesa, mesmo aqueles que toleravam o regime.

## Ordenações episcopais
Dom Hélder ordenou vários padres entre eles:
- Dom Antônio Fernando Saburido

Dom Hélder presidiu as celebrações das ordenações episcopais dos seguintes bispos:
- Dom Tiago Postma
- Dom Marcelo Pinto Carvalheira

Foi concelebrante da ordenação episcopal de:
- Dom José Vicente Távora
- Dom Agnelo Cardeal Rossi
- Dom Geraldo Maria de Morais Penido
- Dom João Batista da Mota e Albuquerque
- Dom Diego Parodi, MCCI
- Dom Giovanni Ferrofino
- Dom José Lamartine Soares.

## Legado e homenagens

### Instituto Dom Hélder Câmara
O acervo histórico de Dom Hélder é mantido pelo Instituto Dom Hélder Câmara, no Recife.

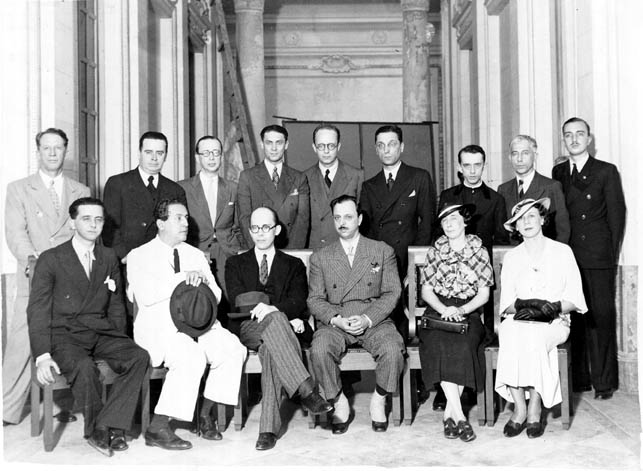
Manuel Bandeira (3º da esquerda para direita em pé), Alceu Amoroso Lima (5ª posição) e Dom Hélder Câmara (7ª) e sentados (da esquerda para direita), Lourenço Filho, Edgar Roquette-Pinto e Gustavo Capanema, Rio de Janeiro, 1936

### Prêmio Dom Hélder Câmara de Imprensa
O Prêmio Dom Hélder Câmara de Imprensa foi instituído pela Assessoria de Imprensa da Conferência Nacional dos Bispos do Brasil (CNBB) em 2002, por ocasião dos seus 50 anos de fundação.  Tem por objetivo premiar profissionais e trabalhos jornalísticos voltados para a promoção do bem comum, a construção de valores humanos, cristãos e éticos.
O nome para o Prêmio é mais que justo, pois dom Hélder Câmara foi uma personalidade que muito contribuiu para a construção de uma comunicação em estreita aliança com a libertação do homem e a elevação dos valores que dão fundamento a uma sociedade justa, igualitária.
O troféu Dom Hélder Câmara de Imprensa traz a escultura de um cajado, símbolo do Pastor. Na Bíblia, a missão do Pastor é proteger e defender a vida das ovelhas, assegurar-lhes pastagem e matar-lhe a sede. O cajado é sua arma para afugentar tudo que ameaça as ovelhas. A Igreja tomou este símbolo para significar a missão do bispo, pastor do povo de Deus. Sua missão é cuidar e anunciar a todos a vida trazida por Jesus Cristo

### Comenda de Direitos Humanos Dom Hélder Câmara
A Comenda de Direitos Humanos Dom Hélder Câmara, do Senado Federal, foi criada em 2010, e destina-se a agraciar personalidades que tenham oferecido contribuição relevante à defesa dos direitos humanos no Brasil.

### Patrono brasileiro dos direitos humanos
Foi declarado Patrono Brasileiro dos Direitos Humanos, por meio da lei 13 581, de 26 de dezembro de 2017.

### Escola Superior Dom Helder Câmara

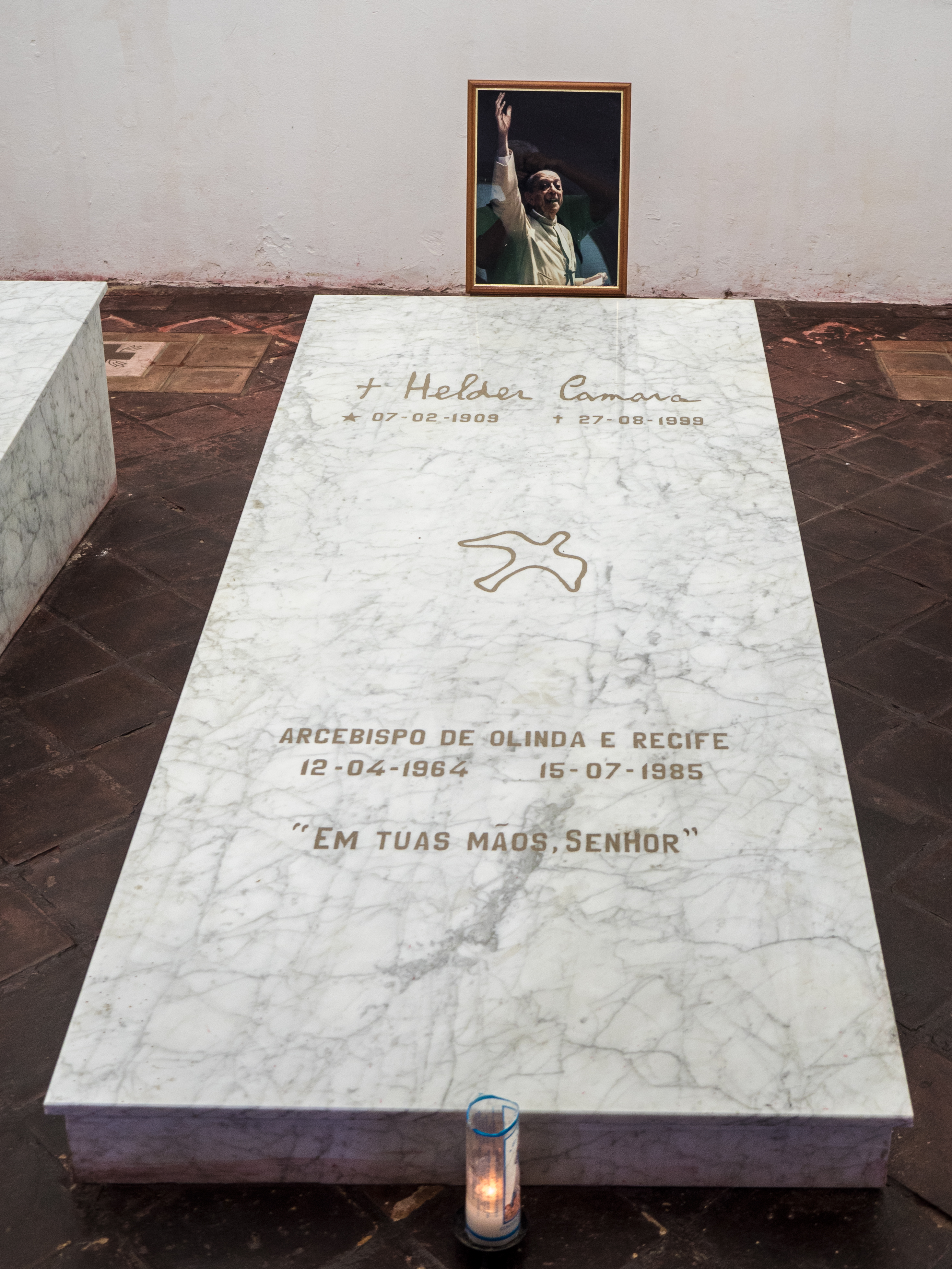
Túmulo de Dom Hélder Câmara, no interior na Catedral da Sé de Olinda

Dom Helder Câmara deu nome à uma Instituição de Ensino Superior. A chamada Escola Superior Dom Hélder Câmara possui cursos de graduação e pós-graduação em Direito e é detentora de um dos maiores índices de aprovação no exame da OAB, chegando a 100% na modalidade integral, e possuindo conceito máximo no MEC.

## Beatificação
Em 27 de maio de 2014, o arcebispo de Olinda e Recife, dom Antônio Fernando Saburido, anunciou o envio de uma carta ao Vaticano solicitando a abertura de processo de canonização de Dom Hélder. A carta foi recebida pelo Vaticano no dia 16 de fevereiro de 2015 e, menos de dez dias depois, o parecer favorável foi emitido pela Congregação para as Causas dos Santos, com o que recebeu o título de Servo de Deus em 7 de abril de 2015. A abertura do processo de beatificação foi convocada para o dia 3 de maio, na catedral de Olinda. A instalação do tribunal nessa data marcou o início da fase diocesana do processo de beatificação. Em novembro de 2018, após três anos de investigação, foi concluída a fase diocesana e o processo de beatificação foi remetido à Congregação para a Causa dos Santos.
Em 15 de novembro de 2022, durante o 18º Congresso Eucarístico Nacional, Dom Saburido anunciou que todos os documentos relativos ao processo receberam aprovação dos membros da congregação, estando sendo elaborado a positio para que Dom Hélder possa ser declarado venerável.
Na Igreja Episcopal Anglicana do Brasil, Dom Hélder já se encontra no calendário de santos e sua festa litúrgica é comemorada em 27 de agosto.

### Obras de autoria de Dom Hélder
- Indagações sobre uma vida melhor (Ed. Civilização Brasileira)
- Um Olhar sobre a Cidade. 2a edição. São Paulo: Editora Paulus, 1997. ISBN 853490541X.
- Revolução dentro da Paz, Editora Sabiá, Rio de Janeiro, 1968. Traduzido para o alemão, holandês, inglês, francês e italiano.
- Terzo Mondo Defraudado, Editora Missionária Italiana, Milão, 1968.
- Spirale de violence, Ediciones Desclée de Brouwer, Paris, 1978. Traduzido para o português, espanhol, sueco, alemão, norueguês, holandês, chinês, italiano e inglês.
- Pour arriver à temps, Ediciones Desclée de Brouwer, Paris, 1970. Traduzido para o espanhol, alemão, italiano, holandês, sueco, inglês e grego.
- Le Désert est fertile, Ed. Desclée de Brouwer, Paris, 1971. Traduzido para o português (1975), espanhol, italiano, holandês, inglês e coreano.
- Prier pour les riches, Ed. Pendo-Verlag, Zurique, 1972.
- Les Conversions d'un évêque, Ed. Seuil, Paris, 1977. Também em italiano, alemão e inglês.
- Mil Razões para Viver, Ed. Civilização Brasileira, Rio de Janeiro, 1979. Traduzido para o francês e o alemão.
- Renouveau dans l'esprit et le service de l'homme, Ed. Lumem Vitae, Bruxelas, 1979. Traduzido para o italiano, português e inglês.
- Nossa Senhora no Meu Caminho - Meditações do Padre José, Edições Paulinas, São Paulo, 1981.
- Indagações sobre uma vida melhor, Ed. Civilização Brasileira, Rio de Janeiro, 1986.

### Obras sobre Dom Hélder
Livros
- Novas Utopias- Por Dom Helder Camara, pelo médium Carlos Pereira, Editora Dufaux, 2007
- Dom Hélder Camara-Coleção Vidas Luminosas, Alex Criado, Editora Salesiana, São Paulo, 2006
- Os Caminhos de Dom Hélder - Perseguições e Censura, Marcos Cirano, Editora Guararapes, Recife, 1983.
- O Monstro Sagrado e o Amarelinho Comunista, Assis Claudino, Editora Opção, Rio de Janeiro, 1985.
- A Imprensa e o Arcebispo Vermelho, Sebastião Antônio Ferrarini, Edições Paulinas, São Paulo, 1992.
- Dom Hélder Câmara: entre o poder e a profecia, Nelson Pileti e Walter Praxedes, Editora Ática, São Paulo, 1997.
- Dom Hélder por Marcos de Castro, Edições Graal, Rio de Janeiro, 1978.
- A Igreja e a Política no Brasil, Márcio Moreira Alves, Editora Brasiliense, São Paulo, 1979.
- Dicionário Histórico-Biográfico Brasileiro - Pós-1930. Rio de Janeiro: FGV/Finep, 2001. 5 v. (Coordenadores: Alzira Alves de Abreu, Israel Beloch, Fernando Lattman-Weltman, Sérgio Tadeu N. Lamarão. V. 1, p. 958-963.
- Dom Hélder Câmara, profeta para o nosso tempo, Marcelo Barros, Editora Rede da Paz, Goiás, 2006.
- As noites de um profeta - Dom Hélder Câmara no Vaticano II, José de Broucker, Editora Paulus, São Paulo, 2008, ISBN 9788534929127.
- Dom Hélder Câmara: o profeta da paz, Walter Praxedes, Nelson Piletti. Editora Contexto, 2009, ISBN 9788572443050.
- Dom Hélder Câmara: Um Modelo de Esperança - Martinho Condini - Editora Paulus - 2008 - 200 páginas
- Helder Camara, um nordestino cidadão do mundo - Ilvana Maria Pereria Bulla, Martinho Condini. Paulus Editora - 2011, 16 páginas, ISBN 978-85-349-2151-0.
- Monseñor Hélder Câmara: un ejemplo de esperaza - Martinho Condini - Editorial San Pablo - Bogotá - Colômbia - 2014.
- Fundamentos para uma educação libertadora: Dom Helder Camara e Paulo Freire - Martinho Condini - Paulus Editora - 2014.

Artigos
Artigo em PDF Dom Hélder Câmara e a Pedagogia da Esperança - Martinho Condini, Mestre em Ciências da Religião – PUC-SP

### Filme
- Dom Hélder Câmara - O Santo Rebelde.  Diretora: Erika Bauer.  Brasília: Cor Filmes, 2004. Filme documentário, 35mm (74’), cor.
- Dom Hélder Câmara - Em Busca da Profecia. Diretora: Erika Bauer. Brasília : Cor Filmes, 2003.
- Educar para a liberdade - Dom Helder Camara e Paulo Freire. Martinho Condini. Direção: Toby Forner Cotrim. São Paulo: Nato4Motion -     Paulus Editora, 2013. Documentário, (43') legendado em português, inglês e espanhol.